# Kernkraftwerk Millstone
Millstone ist das einzige Kernkraftwerk im US-Bundesstaat Connecticut. Es liegt an einem ehemaligen Steinbruch, nach dem es auch benannt ist, an der Niantic Bay des Long Island Sounds auf dem Stadtgebiet von Waterford. Es besteht aus drei Reaktoren, einem stillgelegten Siedewasserreaktor und zwei aktiven Druckwasserreaktoren. Die beiden aktiven Einheiten haben eine Nettoleistung von 2098 MW. In Bezug auf Produktionskapazität ist Millstone das größte Elektrizitätswerk in Neuengland, außerdem ist Block 3 der größte in Neuengland.

## Geschichte
Das Kraftwerksgelände hat eine Größe von 2 km². Der Komplex wurde durch ein Konsortium von Energieversorgungsunternehmen an der Niantic Bay errichtet, welche am Long Island Sound liegt. Letzterer liefert das Kühlwasser für das Kraftwerk.
Obwohl in Waterford gelegen, ist Millstone am besten von Niantic aus zu erkennen. Es ist von der Strandpromenade von Niantic und der Niantic River Bridge aus sichtbar, ebenso wie für Amtrak-Bahnreisende auf dem Northeast Corridor, welcher an der Niantic Bay vorbeiführt.
Bei Block 1 handelt es sich um einen Siedewasserreaktor. Die Blöcke 2 und 3, beide Druckwasserreaktoren (einer von Westinghouse und einer von Combustion Engineering), wurden im Jahr 2000 von Northeast Utilities an Dominion Resources verkauft.
Das Kraftwerk benötigt zur Kühlung fast 5.000 m³ pro Minute. In der Laichzeit wird, um die örtlichen Fischbestände zu schonen, die Reaktorleistung verringert. Die ursprüngliche Betriebsgenehmigung für den Betrieb von Block 2 lief 2015 ab. Es wurde vonseiten der Regierung des Bundesstaats Connecticut geprüft, ob Millstone mit einem aktiven Kühlsystem in Form von Kühltürmen nachgerüstet werden muss. Wäre dies der Fall gewesen, hätten drei Kühltürme errichtet werden müssen – einer für Block 2 und zwei für Block 3. Die Kosten hätten eine Milliarde US-Dollar betragen, so Dominion-Sprecher Ken Holt. Ähnliche Umstände führten bereits bei Oyster Creek zu einer Verkürzung der Laufzeit um zehn Jahre. Die aktiven Blöcke von Millstone gehörten daher gemäß einem Bericht von Mark Cooper zu den 12 Kernkraftwerken in den Vereinigten Staaten, die am stärksten davon bedroht sind, in den kommenden Jahren stillgelegt zu werden. Im Juli 2014 erhöhte die Nuclear Regulatory Commission (NRC) die erlaubte Maximaltemperatur des Kühlwassers von 75 auf 80 Grad, damit wurde die Nachrüstung obsolet.
Im Dezember 2016 wurde bekannt, dass auch Millstone vom Creusot-Forge-Skandal um gefälschte Zertifikate betroffen ist. Teile des Druckhalters in Block 2 stammen von der belasteten Areva-Tochter.

## Reaktorblöcke und Daten

### Block 1
Millstone 1 war ein General-Electric-Siedewasserreaktor mit einer Betriebsleistung von 660 MW. Er wurde im November 1995 heruntergefahren und im Juli 1998 endgültig stillgelegt.
- 19. Mai 1966: Baugenehmigung erteilt
- 01. November 1968: Sicherheitsbericht veröffentlicht
- 07. Oktober 1970: Betriebsgenehmigung erteilt
- 26. Oktober 1970: Erste Kritikalität
- 27. November 1970: Netzsynchronisation
- 28. Dezember 1970: Kommerzieller Betrieb
- 06. Januar 1971: Erstmaliger Betrieb unter Volllast
- 21. Dezember 1995: Die US-Nuklearaufsichtsbehörde NRC leitet Sicherheitsermittlungen ein. Grund sind kostensparende Prozeduren der Bestückung des Reaktors mit Brennelementen, die den Vorschriften widersprechen. Die Informationen wurden der Behörde von George Galatis, einem Kerntechniker, zugespielt.
- 20. Februar 1996: Undichtes Sicherheitsventil führt zur Abschaltung. Bei der nachfolgenden Überprüfung werden zahlreiche Mängel festgestellt.
- 21. Juli 1998: Endgültige Stilllegung aus wirtschaftlichen Gründen, Stand 2024 ist geplant, den Reaktor bis 2048 im sicheren Einschluss zu lassen.[3]

### Block 2
Bei Millstone 2 handelt es sich um einen Combustion-Engineering-Druckwasserreaktor, der in den 1970er Jahren erbaut wurde. Seine Betriebsleistung beträgt 870 MW. Er ist mit zwei Dampfdruckerzeugern und vier Reaktorkühlpumpen ausgestattet. Bei der Bestückung mit Brennstoffen im Oktober 2006 wurde durch den Betreiber ein neuer Druckhalter installiert.
- 11. Dezember 1970: Baugenehmigung erteilt
- 15. August 1972: Sicherheitsbericht veröffentlicht
- 26. September 1975: Betriebsgenehmigung erteilt
- 17. Oktober 1975: Erste Kritikalität
- 26. Dezember 1975: Kommerzieller Betrieb
- 20. März 1976: Erstmaliger Betrieb unter Volllast
- 25. Juni 1979: Leistungserhöhung
- 28. November 2005: 20-jährige Laufzeitverlängerung bewilligt
- 31. Juli 2015: Ablauf der ursprünglichen Betriebsgenehmigung
- 31. Juli 2035: Ablauf der verlängerten Betriebsgenehmigung

### Block 3
Millstone 3 ist ein Westinghouse-Druckwasserreaktor, der 1986 erstmals angefahren wurde und eine Betriebsleistung von 1150 MW hat.
- 9. August 1974: Baugenehmigung erteilt
- 23. Januar 1986: Erste Kritikalität
- 23. April 1986: Kommerzieller Betrieb
- 28. November 2005: 20-jährige Laufzeitverlängerung bewilligt
- 25. November 2025: Ablauf der ursprünglichen Betriebsgenehmigung
- 25. November 2045: Ablauf der verlängerten Betriebsgenehmigung

## Vorkommnisse
Am 26. Februar 1996 führte ein undichtes Sicherheitsventil zur Abschaltung der Blöcke 1 und 2. Bei der nachfolgenden Prüfung wurden zahlreiche Mängel entdeckt.
Im September 2009 wurde Block 2 heruntergefahren, nachdem ein Gewitter Leistungsschwankungen verursachte. Als Arbeiter versuchten den Block wiederanzufahren, entdeckten sie ein Leck in einer der vier Reaktorkühlpumpen.
- 27. Juli 2009 Millstone 2: Störfall, Reaktorschnellabschaltung für mehr als 72 Stunden.
- 21. Dezember 2009 Millstone 3: Störfall, Reaktorschnellabschaltung für mehr als 72 Stunden.

Am 9. August 2013 kam es in Reaktorblock 3 zu einem Störfall auf Grund einer Fehlfunktion und einer folglichen Reaktorschnellabschaltung.
Am 25. Mai 2014 kam es zu einer Reaktorschnellabschaltung der beiden aktiven Blöcke, im Anschluss wurde ausgetretenes „leicht“ radioaktives Wasser entdeckt.
Am 4. Oktober 2015 kam es zu einem Störfall bei dem ein „kleines“ Leck entstand, aus dem rund 25 Gallonen (90 Liter) Kühlwasser pro Minute entwichen. Der Vorfall wurde als „unusual event“ eingestuft.

## Betriebsbewilligung
In den USA wird die Betriebsbewilligung (engl. license) für ein Kernkraftwerk von der NRC zunächst für einen Zeitraum von bis zu 40 Jahren erteilt. Dieser basierte ursprünglich auf dem Zeitraum für die Abschreibung von Anlagevermögen. Der Atomic Energy Act of 1954 erlaubt eine (auch mehrmalige) Verlängerung der Betriebserlaubnis um jeweils 20 Jahre.
Die ursprüngliche Betriebsbewilligung für den Block 2 wurde dem Betreiber Dominion Nuclear Connecticut, Inc. am 26. September 1975 durch die NRC erteilt. Sie wurde am 28. November 2005 bis zum 31. Juli 2035 verlängert. Für den Block 3 wurde die ursprüngliche Bewilligung am 31. Januar 1986 erteilt. Sie wurde am 28. November 2005 bis zum 25. November 2045 verlängert.

## Daten der Reaktorblöcke
| Reaktorblock | Reaktortyp         | Netto- leistung | Brutto- leistung | Baubeginn  | Netzsyn- chronisation | Kommer- zieller Betrieb | Betriebs- bewilligung | Abschaltung |
| ------------ | ------------------ | --------------- | ---------------- | ---------- | --------------------- | ----------------------- | --------------------- | ----------- |
| Millstone-1  | Siedewasserreaktor | 641 MW          | 684 MW           | 01.05.1966 | 29.11.1970            | 01.03.1971              |                       | 01.06.1998  |
| Millstone-2  | Druckwasserreaktor | 869 MW          | 918 MW           | 01.11.1969 | 09.11.1975            | 26.12.1975              | 31.07.2035            |             |
| Millstone-3  | Druckwasserreaktor | 1.229 MW        | 1.280 MW         | 09.08.1974 | 12.02.1986            | 23.04.1986              | 25.11.2045            |             |